# 起亞秀爾

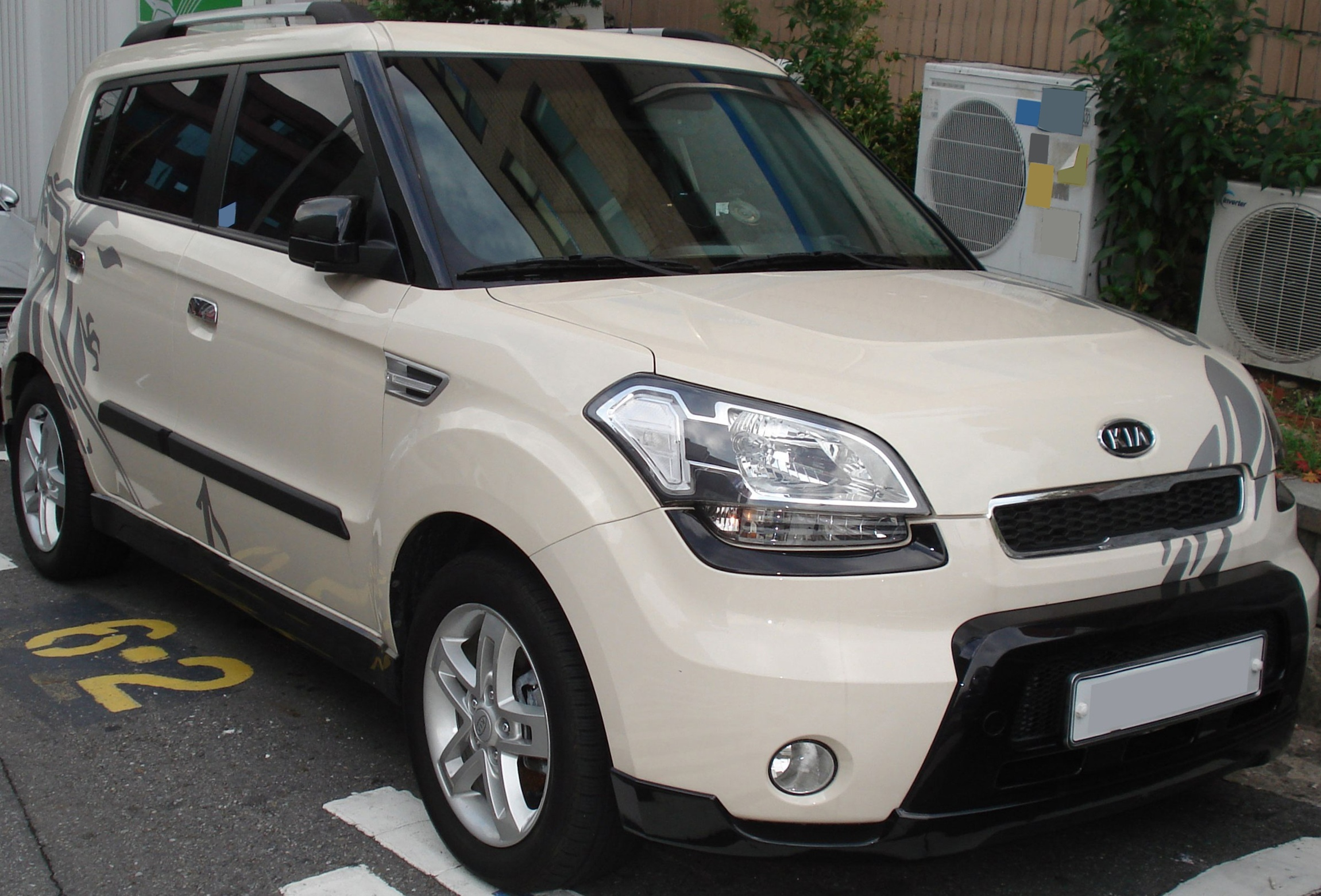

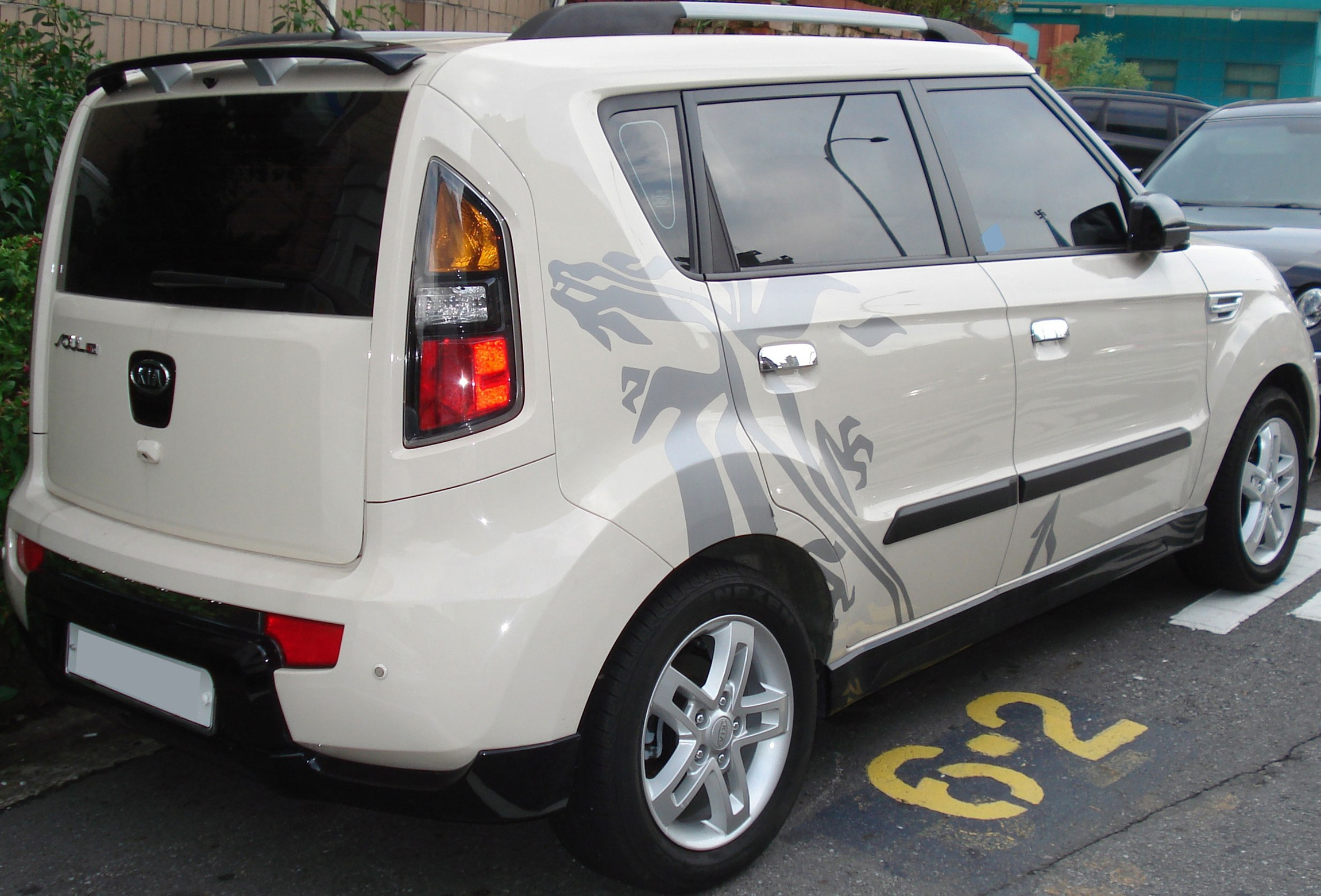

起亞秀爾（韓語：기아 쏘울）是南韓起亞汽車公司推出的產品。汽車於美國加州設計，首度於2008年巴黎車展中曝光，於南韓製造，並於2010年向全球銷售。
為5門揭背的小汽車，前置引擎前輪驅動，配置1.4至2.0公升的汽油或柴油引擎，2012年起改用6速自動或手動波箱，馬力可達164匹。